# Основа (станція)
Осно́ва — вузлова сортувальна позакласна залізнична станція Харківської дирекції Південної залізниці, Харківського залізничного вузла Ізюмського та Куп'янського напрямків. Розташована в Основ'янському районі міста Харкова.
Від станції відгалужуються лінії у декількох напрямках до станцій: Харків-Пасажирський (8 км), Харків-Левада (6 км), Люботин (25 км), Ізюм (128 км), Куп'янськ-Вузловий (121 км) та Куп'янськ-Сортувальний (127 км).

## Історія
У 1908 році розпочато будівництво Північно-Донецької залізниці (лінії Харків — Ізюм — Донбас та Харків — Льгов), на якій відкрита будівля станції Основа за проєктом інженера Юрія Пашеля. Проектна назва станції - Сортувальна. Слід зазначіти, що на той час в Харкові існувала інша платформа Основа, яка була розташована в передмісті Мала Основа на лініі Харків-Пасажирський - Харків-Тов. Тому на той час станція Основа Північно-Донецької залізниці в розкладах потягів 1910-1920-х років називалася як Основа Донецька, щоб запобігти плутанини.
У 1910 році побудова залізнична лінія Основа — Лиман, на якій була відкрита станція Основа. Тоді ж залізничною лінією розпочався регулярний рух поїздів. За іншими даними станція була відкрита 1911 року — одночасно з відкриттям паровозного депо «Основа» (нині — ТЧ-3 «Основа»), яке відбулось 15 вересня 1911 року. Депо обслуговувало лінії Основа — Готня та Основа — Лиман.
У 1929 році побудована Північна, а 1933 року — Південна сортувальні гірки.
3 вересня 1943 року на підставі наказу № 1 начальника станції Основа П. М. Кононова станція відновила свою роботу після руйнувань під час Другої світової війни.
У 1958 році станція електрифікована постійним струмом (=3 кВ).
1961 року електрифікована дільниця Основа — Слов'яногірськ та переведено на тепловозну тягу лінію Харків (Основа) — Готня. Приблизно в цей же час станцію було обладнано електричною централізацією стрілочних переводів.
У 1984 році на станції Основа сформовано перший в СРСР важковантажний поїзд вагою у 33,05 тис. тонн, який складався з 428 вагонів та п'яти тепловозів (3 трисекційних та 2 двосекційних). Поїзд пройшов маршрутом Основа — Готня — Суми — Ворожба.
У 1987 році до станції Основа була приєднана станція Безлюдівка, як Безлюдівський парк.
У 2008 році вокзал станції Основа був реконструйований.

## Колійний розвиток
На станції знаходиться 104 залізничні колії, 386 стрілочних переводів.
І—IV колії використовуються для посадки та висадки пасажирів. До колії І виходить 1-ша платформа, до колії ІІ — 2-га, а до III та IV колій — 3-тя висока платформа.
Від станції відгалужуються під'їзні колії до багатьох розташованих поблизу підприємств Харкова.
Загальна довжина станції становить 14,5 км, загальна площа — 237 га.

## Вокзал
Перше вокзальне приміщення було споруджено за проєктом Юрія Пашеля. Під час Другої світової війни вокзал був зруйнований. 22 вересня 1951 року було введено в експлуатацію сучасну будівлю вокзалу станції Основа.
У 2008 році вокзал був капітально відреставрований.

## Підприємства
На станції Основа розташоване локомотивне депо «Основа» (ТЧ-3), вагонне депо «Основа» (ВЧД-3 Південної залізниці), а також колійна машинна станція (КМС-39) та будівельно-монтажний поїзд (БМП-655), служби Основ'янської дистанції колії (ПЧ-7), дистанція електропостачання (ЕЧ-7), дистанція сигналізації та зв'язку (ШЧ-5).
12 березня 2018 року в локомотивному депо «Основа» фахівцями дорожнього експериментального цеху розроблена і введена в дію станцію по обкатці гідромашин, які застосовуються на тепловозах серії ТЕП-70. Відтепер всі вузли в ТЧ-3 будуть проходити обкатку і тільки після цього встановлюватися на локомотиви. Ідея створення подібної випробувальної станції виникла декілька років тому, однак через брак коштів не була реалізована. У 2016-2017 роках почастішали випадки виходу з ладу системи охолодження тепловозів ТЕП-70. Це змусило працівників станції впритул зайнятися вирішенням цієї проблеми.

## Пасажирське сполучення
На станції зупиняються приміські електропоїзди (ЕР2, ЕР2Р, ЕР2Т), які прямують з трьох вокзалів Харкова: Харків-Пасажирський, Харків-Балашовський, Харків-Левада у Золочівському, Куп'янському, Ізюмському напрямках.